# Francisco de Miranda

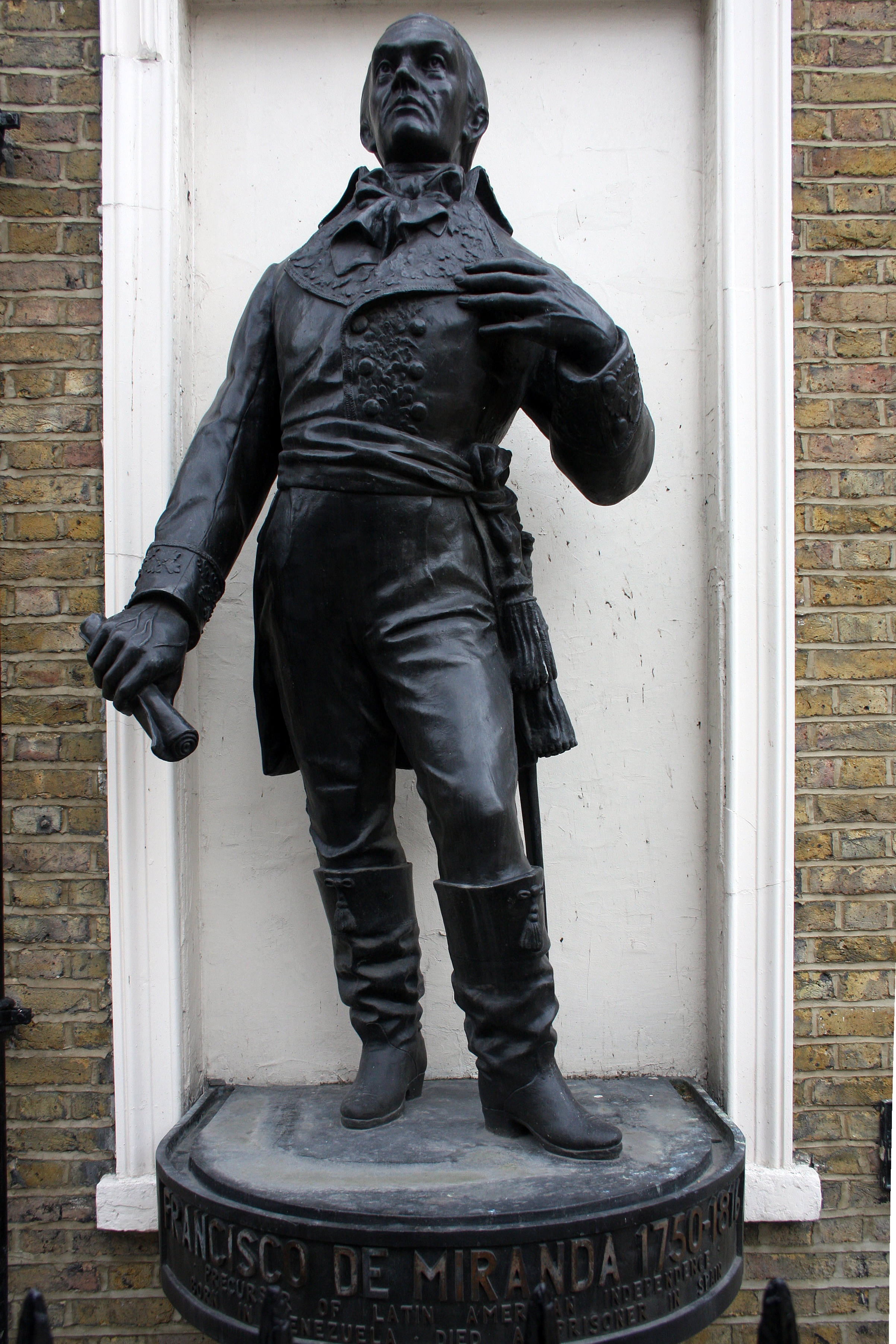
Staty av Miranda på Fitzroy Street i London.

Sebastián Francisco de Miranda y Rodríguez, född 28 mars 1750 i Caracas, död 14 juli 1816 i Cádiz i Spanien, var en sydamerikansk militär och rebelledare som kämpade för att befria kolonier i norra Sydamerika från Spanien.

## Bakgrund
Miranda föddes 1750 i Caracas i nuvarande Venezuela som son till en rik köpman från Kanarieöarna. Han tillhörde 1779–81 den spanska kår som var ansluten till Rochambeaus franska här i nordamerikanska frihetskriget, och slogs alltså för att USA skulle bli en självständig stat, fritt från det brittiska imperiet. Miranda greps redan då av tanken att försöka befria också de sydamerikanska kolonierna från det spanska väldet, särskilt Venezuela. Senare bodde han en tid i London, där fick två söner med sin hushållerska, med vilken han sedermera gifte sig.

## I fransk tjänst
Efter fredsslutet och återkomsten till Sydamerika började han arbeta för planerna på ett självständigt Venezuela, men tvangs snart fly tillbaka till Europa. Där försökte han i England, Ryssland och Frankrike väcka intresse för de spanska kolonisternas frihetssträvanden. Mellan september och december 1787 reste han i Sverige och Norge, där han dock misslyckades med att vinna stöd för sin sak. Miranda publicerade senare en dagbok om sina upplevelser i Skandinavien (svensk översättning 1950: Miranda i Sverige och Norge 1787). I Göteborg hade han en tio dagar lång affär med Christina Hall, hustru till köpmannen John Hall den äldre.
I Paris blev han bekant med Jérome Pétion de Villeneuve och de ledande girondisterna, varpå han 1792 befordrades till fransk brigadgeneral i Dumouriez armé. I spetsen för denna armé intog han i november 1792 Antwerpen. Han befordrades 1793 till divisionsgeneral och ledde bombardemanget av Maastricht i februari. Efter Dumouriez nederlag vid Neerwinden den 18 mars blev Miranda hemskickad för att stå till svars inför konventet, men frikändes i maj. Han fängslades dock igen kort därefter och frisläpptes först efter skräckväldets fall i juli 1794.

## Sydamerikansk frihetshjälte
Direktoratet utvisade honom efter statskuppen den 4 september 1797, och han reste då till England, där han förgäves försökte vinna stöd hos William Pitt d.y. och Charles Dundas för sina frihetskrigsplaner. På egen hand utrustade han 1806 med hjälp av ett par amerikanska vänner en expedition som landsteg nära Carácas i dagens Venezuela. Där proklamerades "Columbiska republiken", men den nya statsbildningen erkändes aldrig av andra stater och Miranda fick återvända till USA.
Ett nytt försök 1810 hade till en början bättre framgång. Miranda landsteg åter i Carácas, åtföljd av den unge Simón Bolívar. De organiserade där en republikansk styrelse och Miranda blev själv kongressens vicepresident. Hans vittgående planer på en federativ union av fria sydamerikanska kolonier motarbetades emellertid på många håll, och i juli 1812 tvingades han kapitulera för de spanska bourbonernas guvernör i Venezuela, mot löfte att slippa undan med förvisning till USA. Löftena till trots fördes han från det ena fängelset till det andra och avled den 14 juli 1816 i inkvisitionsfängelset i Cádiz, där han behandlats mycket hårt.
Miranda var en föregångare till Simón Bolívar, och som en av den sydamerikanska frihetsrörelsens mest betydande hjältar och martyrer vördas han särskilt i sitt hemland, där bl. a. delstaten Miranda uppkallats efter honom. 
De nationsflaggor som används av Venezuela, Colombia och Ecuador bygger alla på den flagga som Miranda använde 1806 vid det misslyckade försöket att etablera en självständig colombiansk republik. Enligt traditionen är flaggans färger valda till minne av Christina Hall, rött som hennes läppar, gult som hennes hår och blått som havet som skiljer dem åt.